# Heringen/Helme
Die Stadt Heringen/Helme ist eine Landgemeinde im thüringischen Landkreis Nordhausen. Zu ihr gehören die Ortsteile Auleben, Hamma, Heringen/Helme, Uthleben und Windehausen.

## Lage
Heringen liegt am südlichen Rand der Goldenen Aue, zwischen Südharz und Windleite. Etwa 15 km nordwestlich liegt die Kreisstadt Nordhausen. Durch die Stadt fließt die Helme. Nordöstlich von Heringen mündet die wasserreichere Zorge in die Helme.

## Geschichte
Im Jahr 1155 erfolgte die erste urkundliche Erwähnung des Ortes Heringen in einer Urkunde des Klosters Fulda, gelegen an der alten Heerstraße Merseburg–Nordhausen. Die Stadtrechte besaß der Ort mindestens seit 1327, da er in jenem Jahr als Stadt erwähnt wurde. 1406 und 1407 wurde die Stadt erfolglos durch ein Reichsheer belagert.
Als Dietrich IX. Graf zu Hohnstein (Linie Hohnstein-Kelbra-Heringen) im Jahr 1417 ohne männliche Nachkommen starb, fiel die Stadt und das Amt Heringen nach einem Erbstreit in Teilen an die Grafen von Schwarzburg und die Grafen zu Stolberg. Durch den Wiener Kongress wurde die Domäne und das Heringer Schloss im Jahr 1815 zum königlich-preußischen Besitz.
Am 27. Juni 1590 brannte das Ackerbürgerstädtchen Heringen nahezu komplett nieder. „Anno 1590 ist der Brant zu Heringen so grausam gewesen, daß in dreyen Stunden weder Hauß noch Scheune oder Ställe gesehen mehr ist und dergestalt alles weggereumet, daß nicht ein Karn voll Holtz hat können zusammengelesen werden.“ Neben den Pfarrkirchen, Rathaus, Pfarr- und Schulhäusern, brannten bis auf „sechs geringe Heußlein“ alle Wohnhäuser der Stadt ab. „Und das noch viel mehr zu beklagen, funfzehen Menschen, under welchen acht in Kellern und Gewelben erstickt, drey wie Leschbrande worden, zwey gar zu Aschen verbrand, zwey aber aus grossem Schmerzen, bald darauf gestorben.“
Im Juli 1626 brach in Windehausen die Pest aus, der 283 Menschen zum Opfer fielen. In Heringen starben im gleichen Jahr 452 Menschen an der Seuche. Von den Verwüstungen des Dreißigjährigen Krieges blieb das Städtchen weitestgehend verschont, was wesentlich dem Umstand zu verdanken war, dass Gräfin Clara von Schwarzburg Heringen 1597 bis 1658 als Witwensitz innehatte. Ihr energisches Auftreten und der Umstand, dass ihr Bruder Georg Oberbefehlshaber der schwedischen Truppen im Niedersächsischen Kreis war, sicherte ihr die Unterstützung des sächsischen Kurfürsten.
Für die Rechtsprechung in Heringen bestand von 1849 bis 1879 die Gerichtskommission Heringen des Kreisgerichts Sangerhausen. 1879 wurde stattdessen das Amtsgericht Heringen geschaffen. Dieses wurde 1943 aufgehoben und das Amtsgericht Nordhausen übernahm seinen Sprengel.
Während des Zweiten Weltkrieges mussten 110 Kriegsgefangene aus Frankreich und 400 KZ-Häftlinge aus Dora-Mittelbau, die in einem eigenen KZ-Außenkommando Heringen untergebracht waren, Zwangsarbeit leisten in der Landwirtschaft sowie beim Ausbau der Bahnlinie Sangerhausen-Nordhausen.
Zum 1. Dezember 2010 schlossen sich die Stadt Heringen/Helme sowie die Gemeinden Auleben, Hamma, Uthleben und Windehausen zur neuen Landgemeinde Stadt Heringen/Helme zusammen. Dadurch vergrößerte sich die Einwohnerzahl um mehr als das Doppelte, die Stadtfläche wurde mehr als dreimal so groß. Gleichzeitig wurde die Verwaltungsgemeinschaft Goldene Aue aufgelöst und Heringen wurde erfüllende Gemeinde für die Gemeinden Urbach und Görsbach.
| Jahr      | 1994 | 1996 | 1998 | 2000 | 2002 | 2004 | 2006 | 2008 | 2010* | 2011 | 2012 | 2013 |
| --------- | ---- | ---- | ---- | ---- | ---- | ---- | ---- | ---- | ----- | ---- | ---- | ---- |
| Einwohner | 2546 | 2511 | 2486 | 2487 | 2396 | 2390 | 2339 | 2283 | 5199* | 5063 | 5033 | 4936 |
|           |      |      |      |      |      |      |      |      |       |      |      |      |
| Jahr      | 2014 | 2015 | 2016 | 2017 | 2018 | 2019 | 2020 | 2021 | 2022  |      |      |      |
| Einwohner | 4919 | 4869 | 4812 | 4787 | 4737 | 4720 | 4727 | 4698 | 4659  |      |      |      |

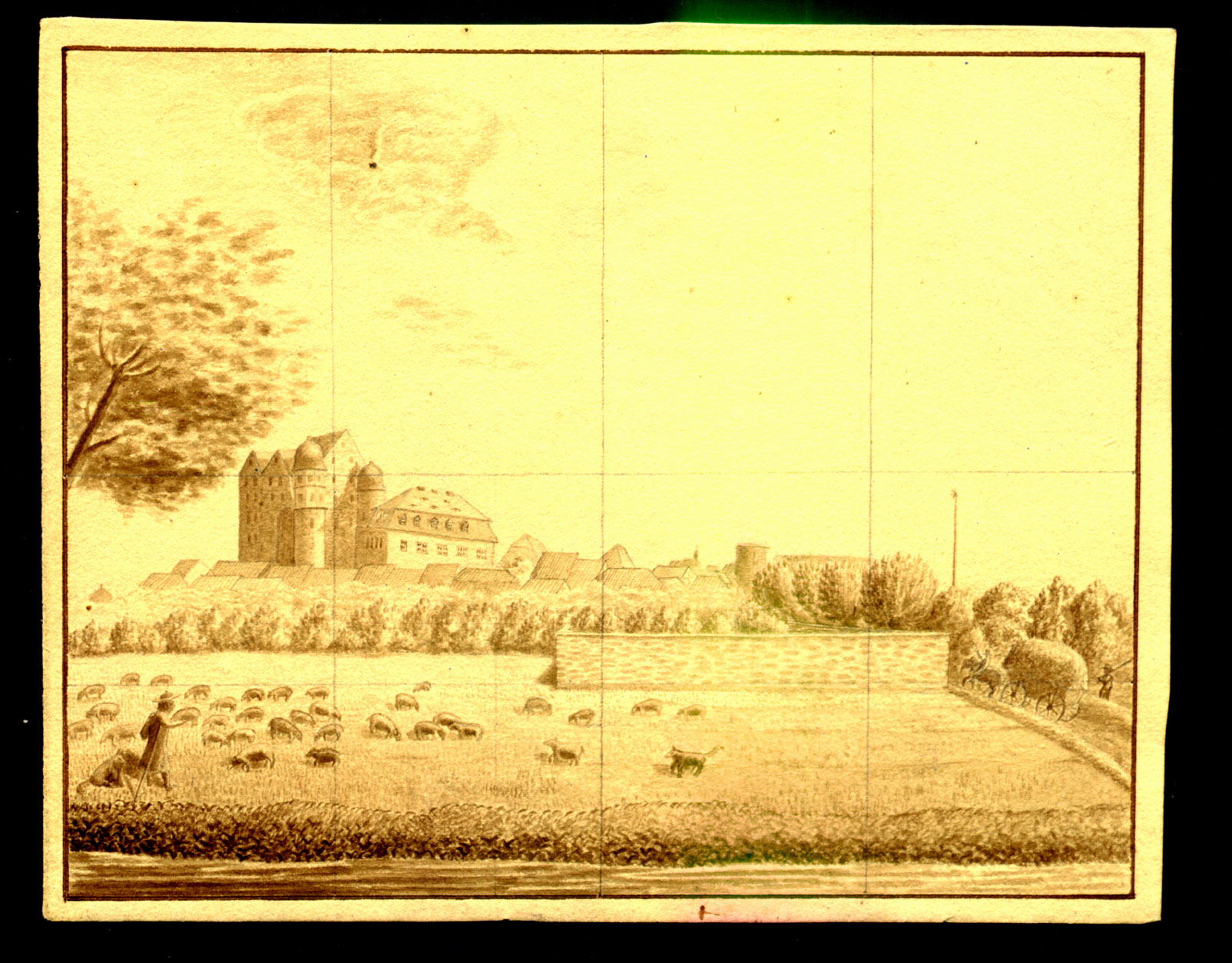
Neugründung der Stadt Heringen/Helme Ende 1800 wohnten 1680 Seelen in Heringen. Interessante Zahlen sind: 12 Trauungen, 65 Taufen, 70 Sterbefälle und eine Aufschlüsselung der Personen in 13 Kategorien.
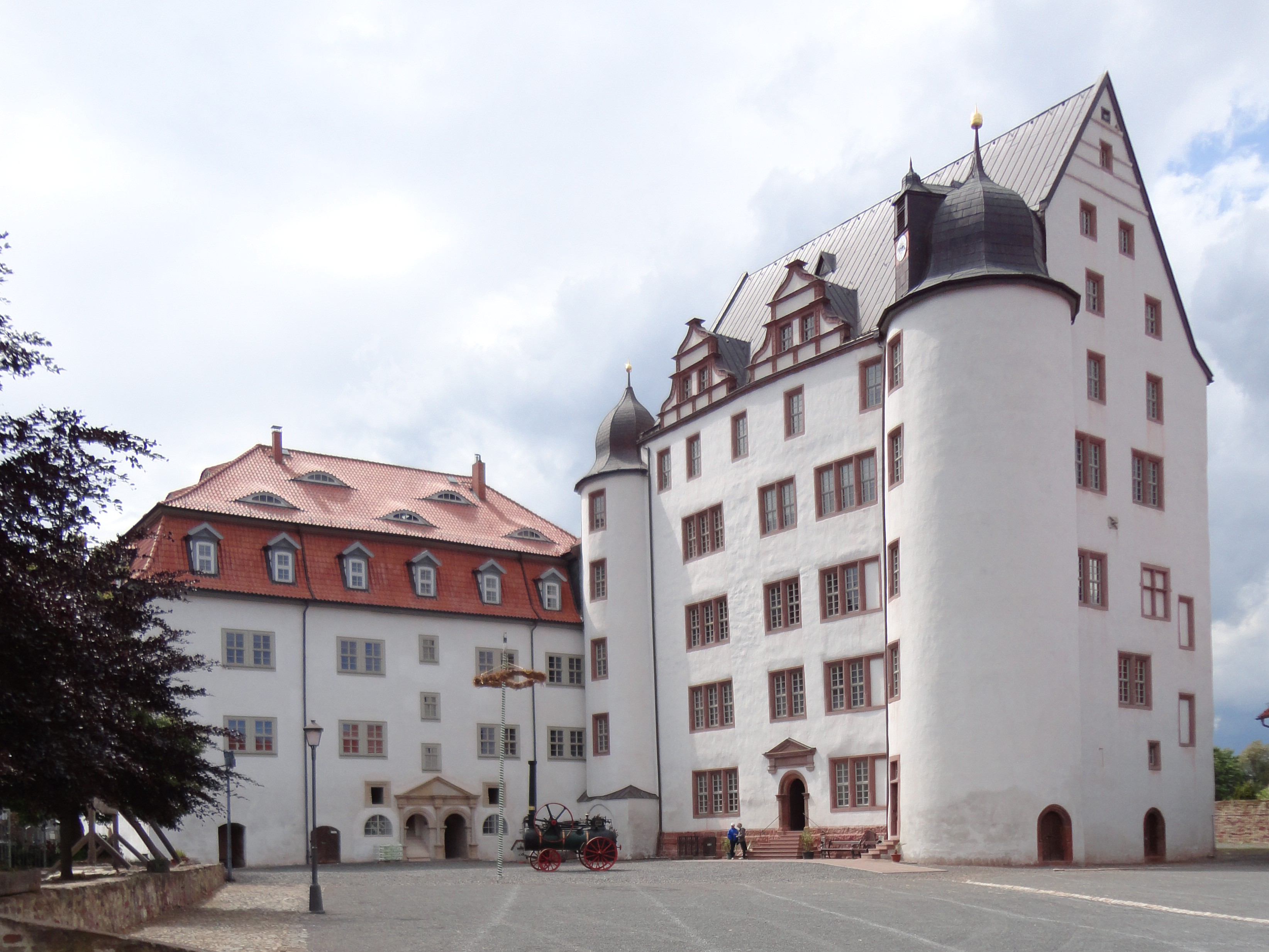
Schloss und Heringen (1820)
- Schloss Heringen (2015)
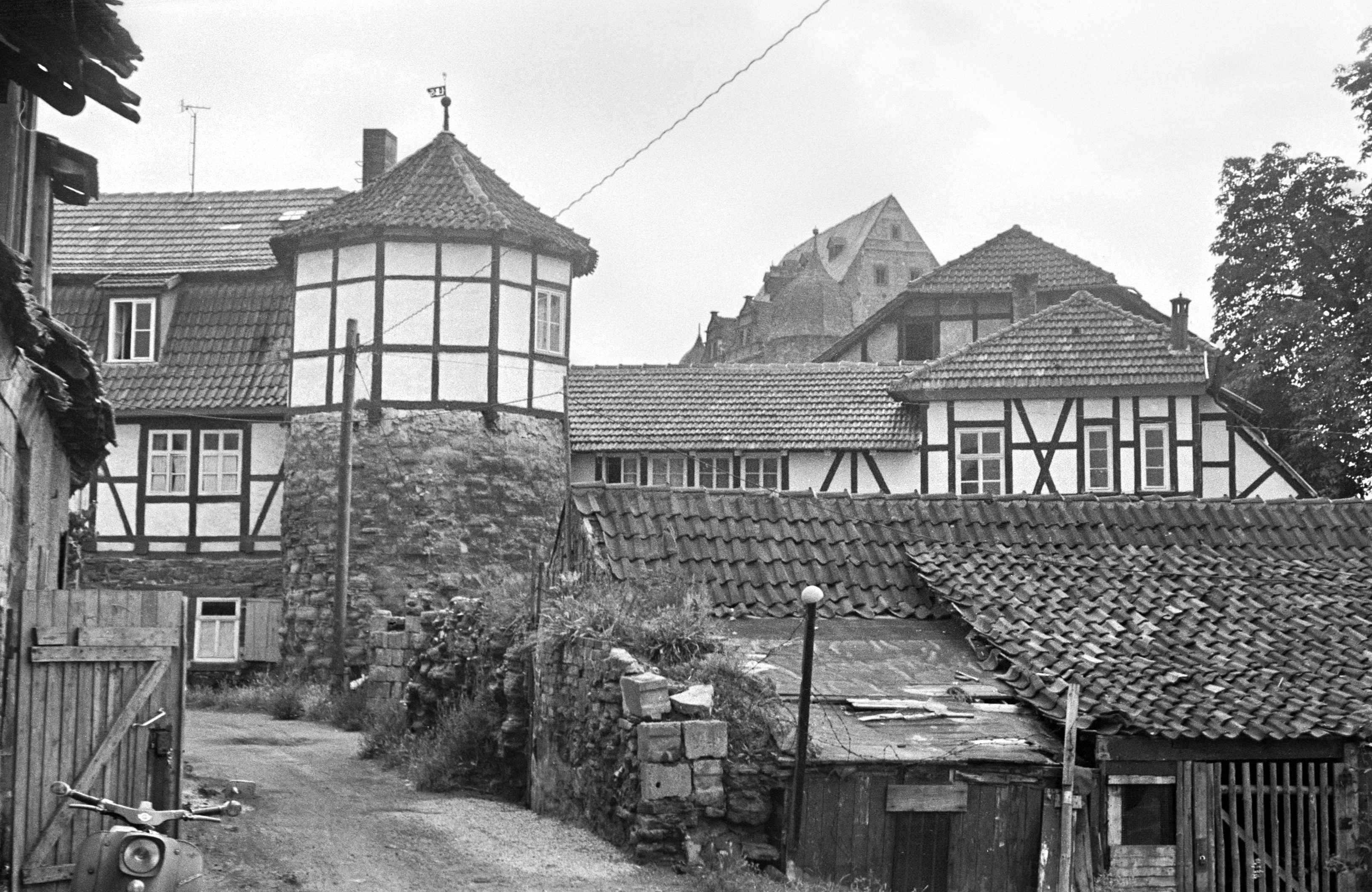
Zwingerstraße mit Blick auf die Schlossanlage ca. 1977
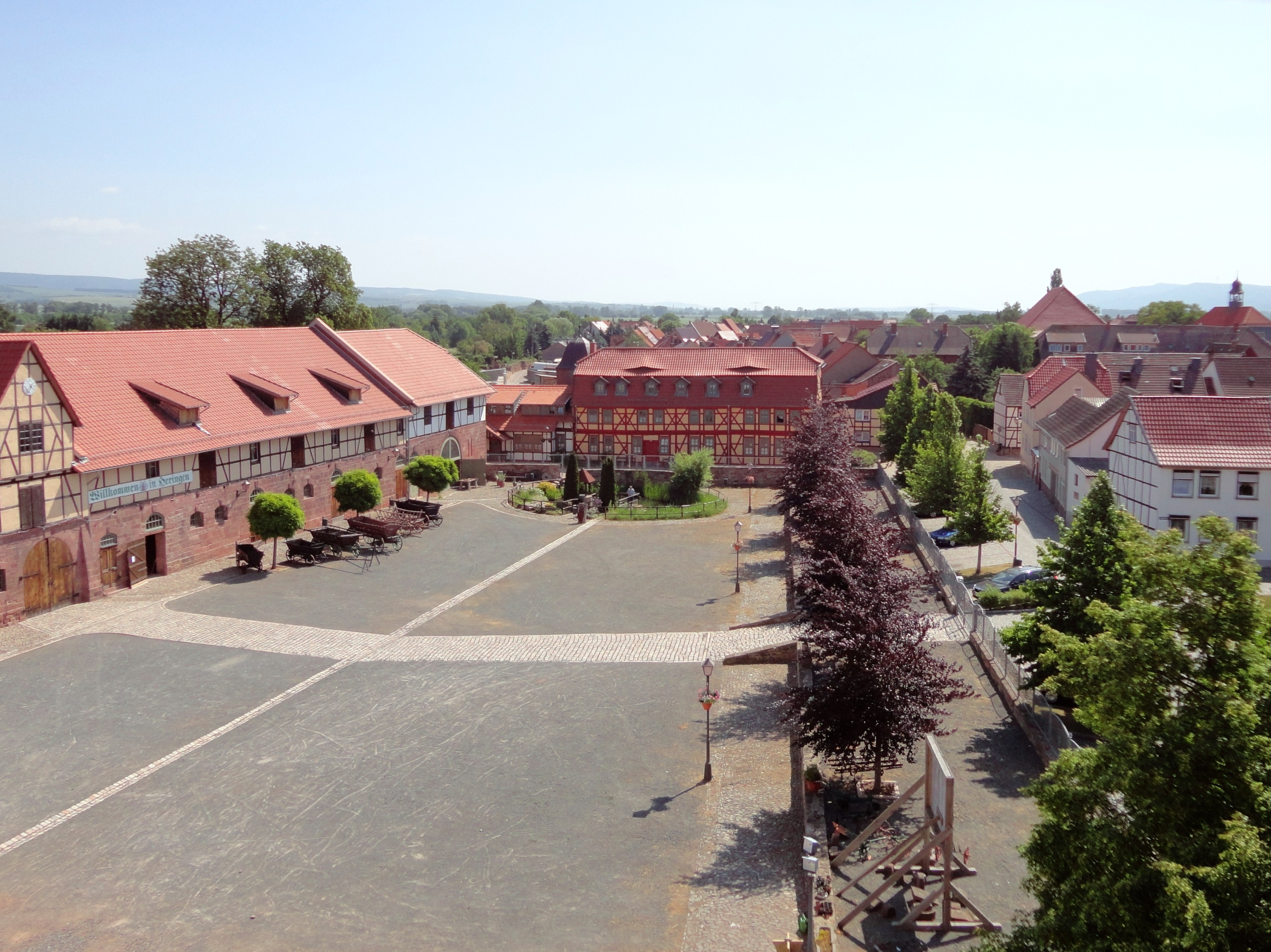
Herrenhaus und Heringen
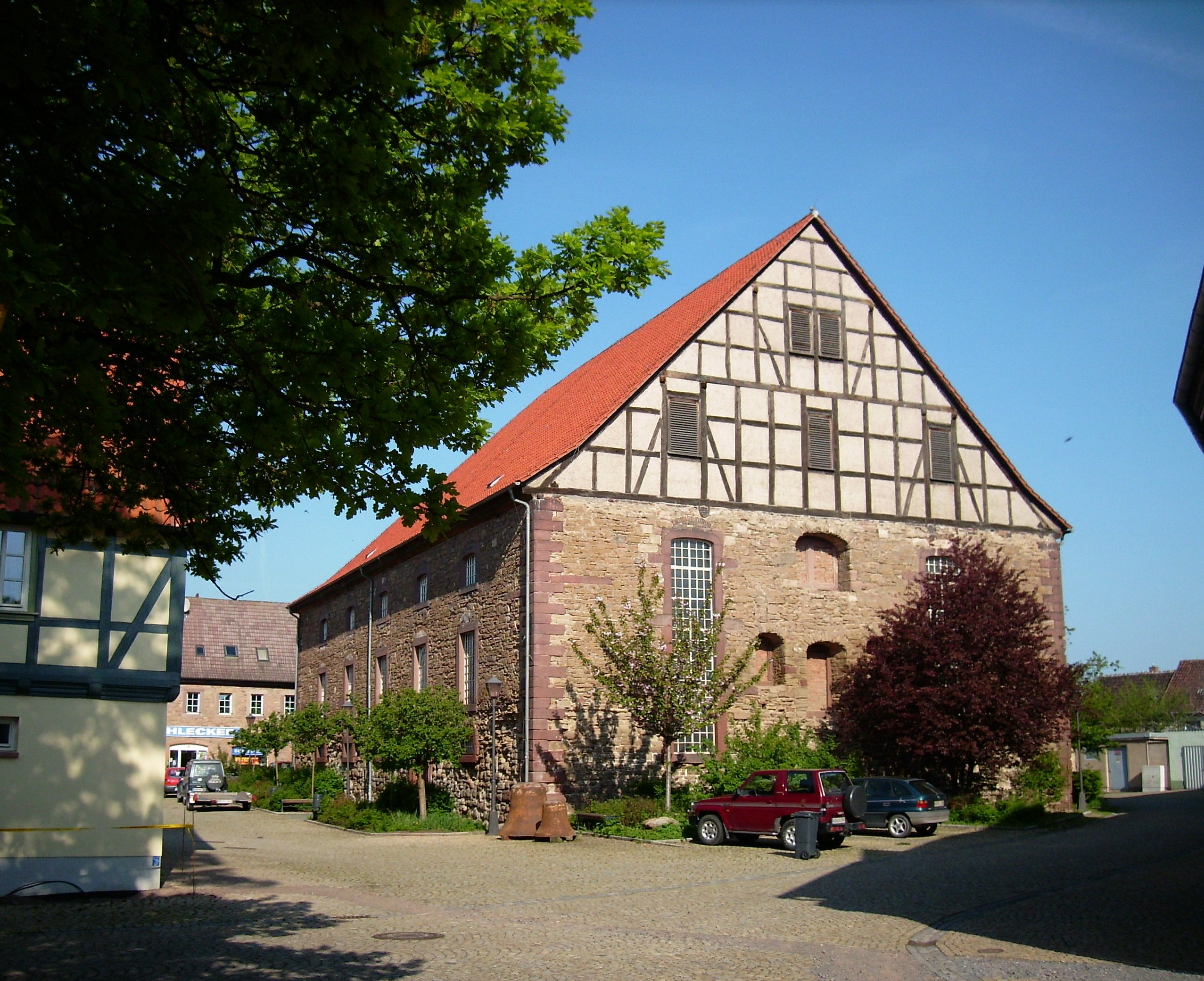
Kirche St. Michaelis
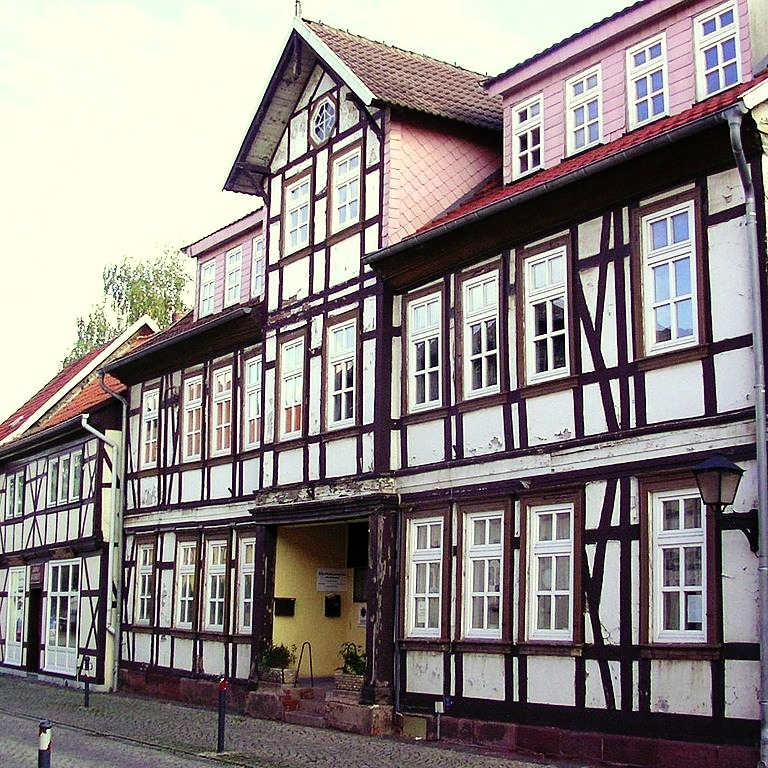
Landambulanz
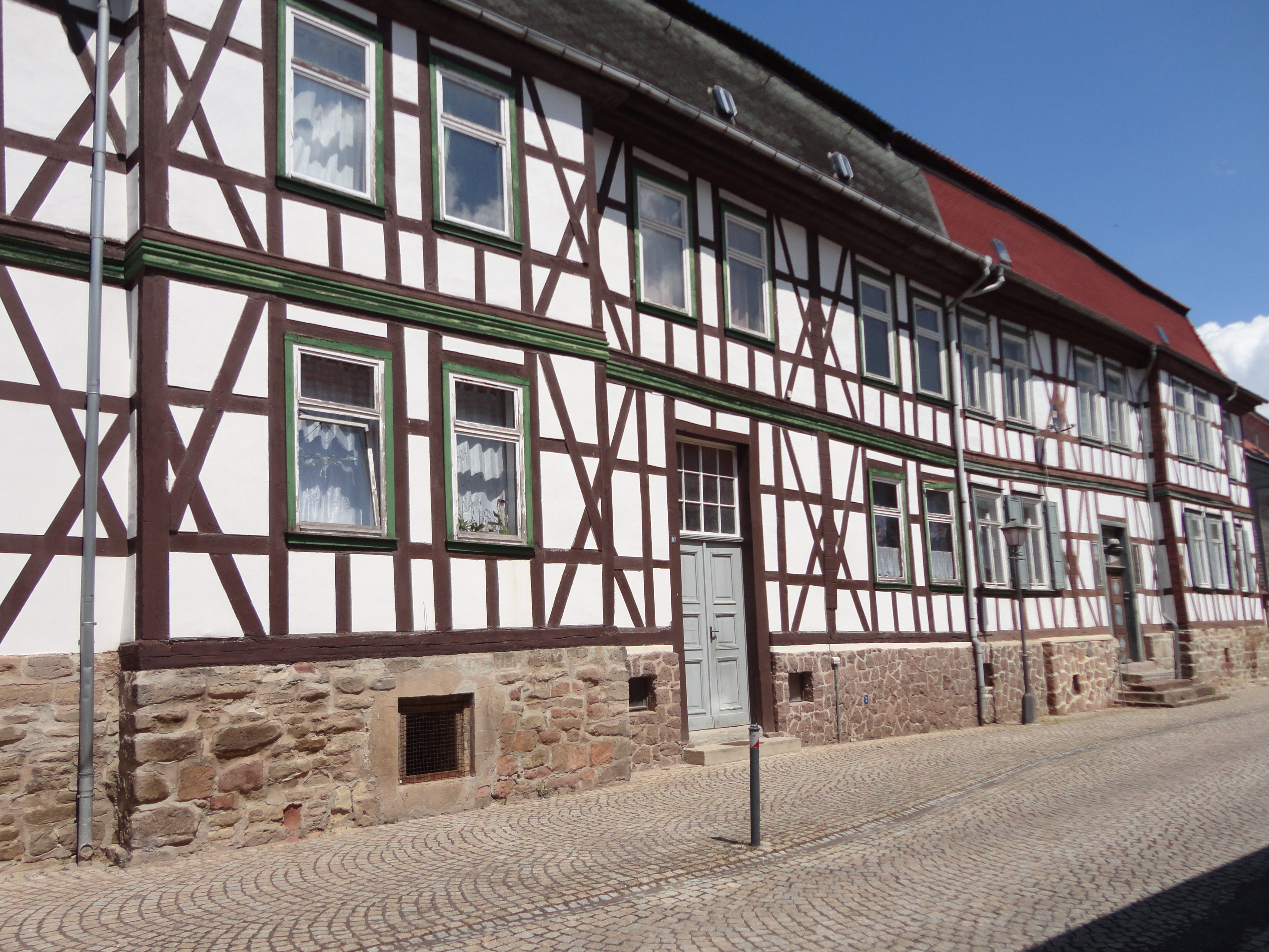
Stadthaus der Schneidewind
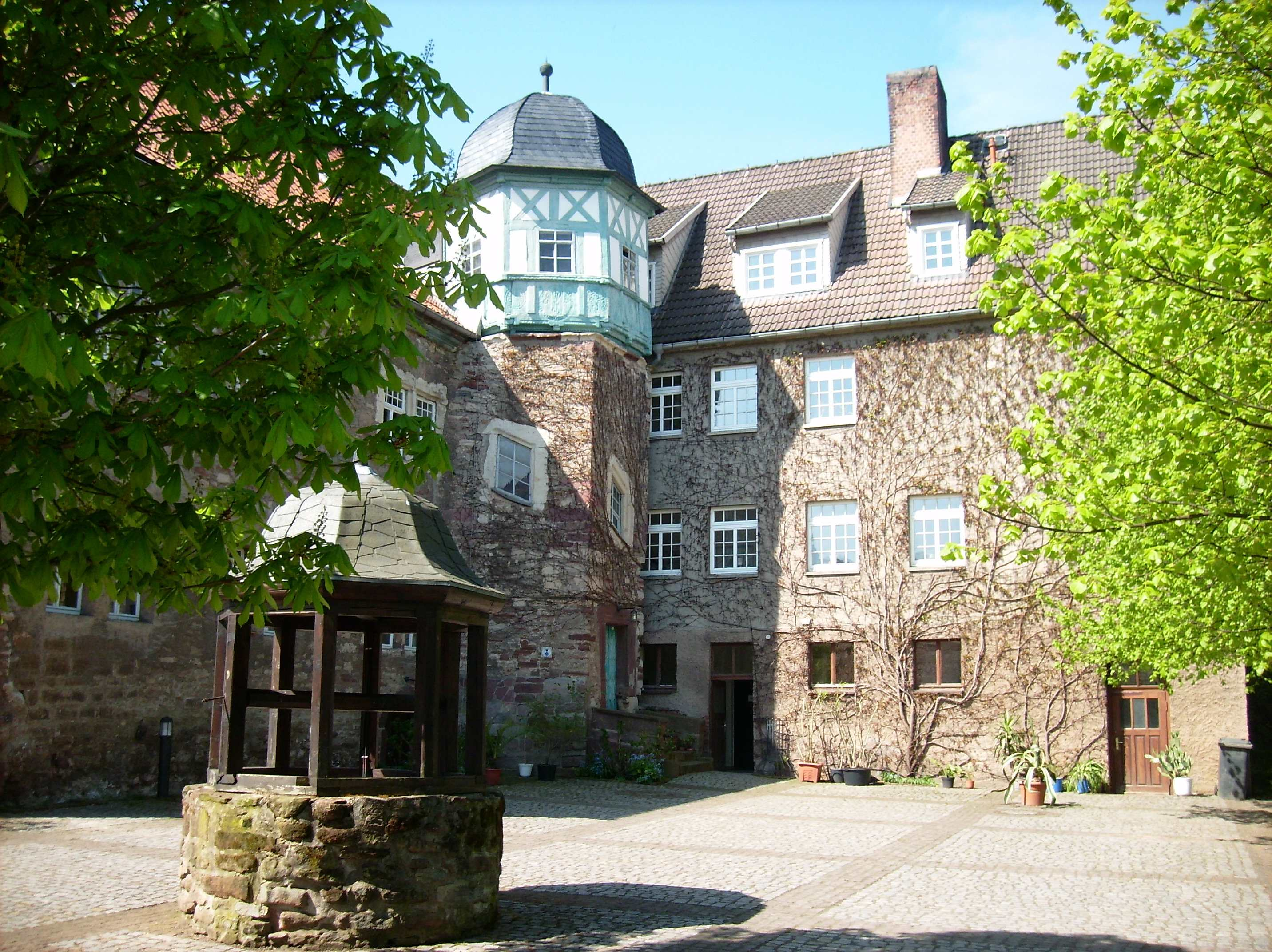
Humboldtsches Schloss in Auleben

## Politik

### Stadtrat
Der Stadtrat in Heringen/Helme besteht seit den Kommunalwahlen in Thüringen 2024 aus 16 Ratsmitgliedern. Die nachstehende Tabelle zeigt Stimmenanteil und Anzahl der Sitze der im Stadtrat vertretenen Parteien. Die Wahlbeteiligung lag bei 61,2 %.

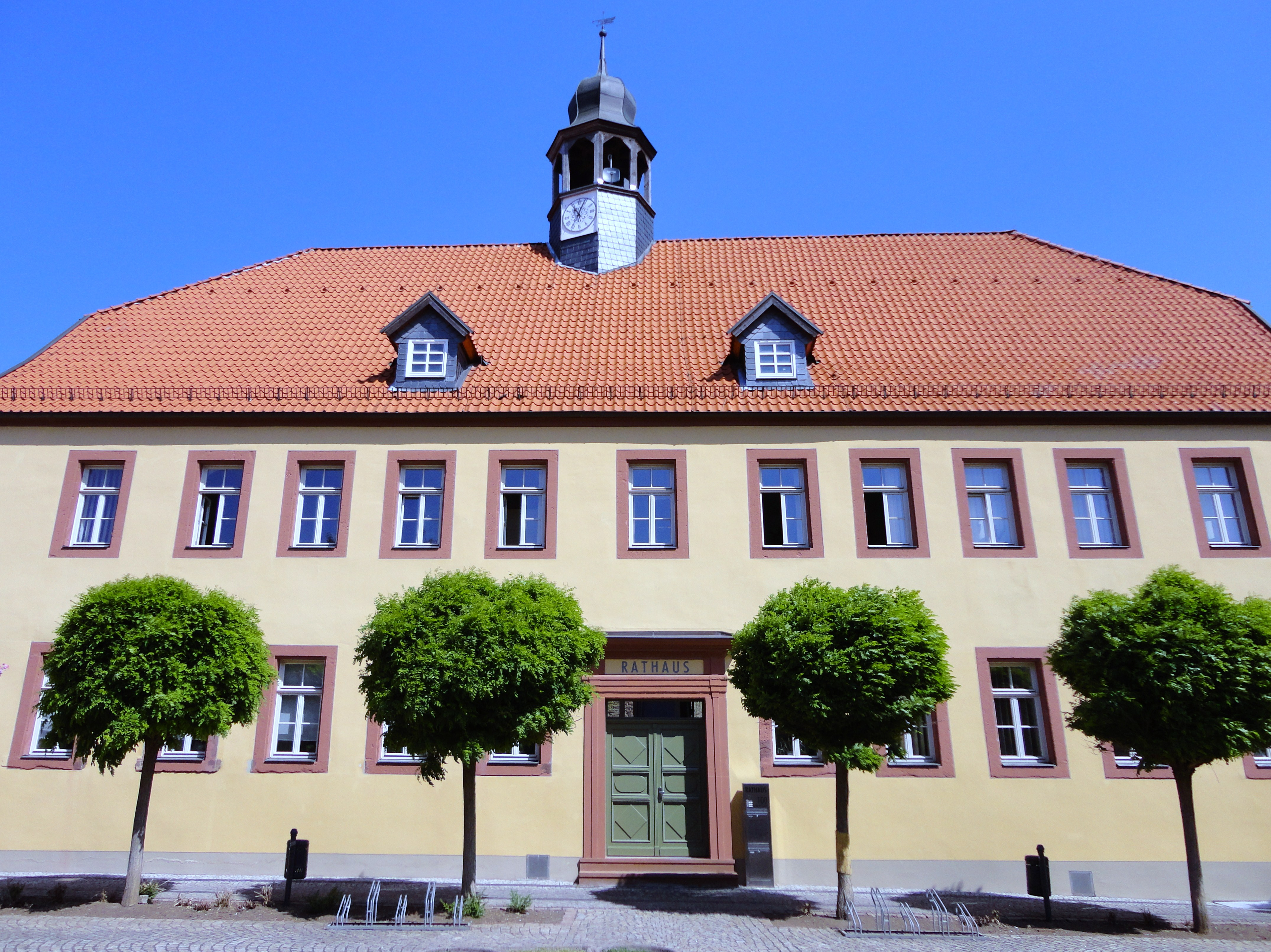
Heringens Rathaus

| Partei / Liste       | Stimmenanteil | Sitze |
| -------------------- | ------------- | ----- |
| CDU                  | 23,4 %        | 4     |
| SPD / FW-PL 1        | 10,2 %        | 2     |
| LINKE                | 18,0 %        | 3     |
| BBGA 2               | 21,7 %        | 3     |
| GWU 3                | 9,6 %         | 1     |
| Unterstützer der AFD | 17,1 %        | 2     |

### Städtepartnerschaften
Im Jahr 2007 wurden Partnerschaftsurkunden mit den Städten Heringen (Werra) in Hessen und Odolanów im Powiat Ostrowski (Polen) unterzeichnet.

## Bauwerke
In der nordwestlichen Seite der Altstadt liegt das Schloss Heringen. Es befand sich zur DDR-Zeit im Verfall, sollte in den 1960er Jahren gesprengt werden und wurde von 2003 bis 2014 umfassend saniert. Um die Stadt schließt sich heute noch die innere und äußere Stadtmauer. Weitere historische Gebäude in der Stadt sind das Herrenhaus, die Kirche St. Michaelis und das neue Schloss.

## Verkehr
Die Landstraßen 2078 und 2079 binden die Stadt an die Bundesautobahn 38 (Anschlussstelle 12), die Bundesstraße 80 und die Bundesstraße 4 an.
Heringen hat einen Bahnhof an der Strecke Halle–Kassel.

## Persönlichkeiten
- Daniel Mönchmeier (1582–1635), Pädagoge und evangelischer Theologe, ab 1612 Archidiakon in Heringen
- Michael Heinrich Horn (1623–1681), Chemiker und Mediziner, Hochschullehrer und -rektor
- Johann Georg Leuckfeld (1668–1726), Theologe, Historiker und Numismatiker
- August Wilhelm Reinhart (1696–1770), Pastor primarius in Heringen
- Pierre Schneyder (1733–1814), Maler und Archäologe
- Andreas Ludwig Christoph Kettembeil (1768–1840), Jurist und Zeitungsherausgeber
- Christian Gotthard Kettembeil (1773–1850), Kaufmann und Theaterleiter
- Heinrich Arnold Wilhelm Winckler (1796–1848), Lehrer und Schriftsteller
- Hermann Hendrich (1854–1931), Maler
- Otto Prase (1874–1956), Pionier der Farbenlehre
- Ernst-Rulo Welcker (1904–1971), Chirurg in Greifswald und Cottbus
- Ricarda Klein (1944–2011), Pflegemanagerin und Verbandspolitikerin
- Gert Bär (* 1946), Mathematiker und Hochschullehrer
- Günter Parche (1954–2022), Attentäter
- Kerstin Anding (* 1956), Politikerin

### Ehrenbürger
- 1933: Otto Meyer, Ökonom und Stadtverordneter